# ألان أكوستا
ألان أكوستا (بالإسبانية: Alan Acosta)‏ (19 ديسمبر 1996 في المكسيك - ) هو لاعب كرة قدم مكسيكي في مركز الوسط. لعب مع نادي أونيفرسيداد ناسيونال.

## وصلات خارجية
- ألان أكوستا على موقع قاعدة بيانات كرة القدم.إي يو (الإنجليزية)
- ألان أكوستا على موقع Soccerway.com (الإنجليزية)
- ألان أكوستا على موقع AS.com (الإسبانية)